# Засульский сельский совет (Недригайловский район)
Засульский сельский совет (укр. Засульська сільська рада) — входит в состав
Недригайловского района
Сумской области
Украины.
Административный центр сельского совета находится в 
с. Засулье
.

## Населённые пункты совета
- с. Засулье
- с. Баба
- с. Берёзки
- с. Дегтярка
- с. Дремово
- с. Коренево
- с. Терешки
- с. Холодный Яр
- с. Цибуленки